# Площа Міцкевича (Івано-Франківськ)
Площа Міцкевича в Івано-Франківську — площа в Івано-Франківську. Від початку свого виникнення — у 1870-х роках ні разу не міняла своєї назви. На її території є сквер та архітектурні пам’ятки міста.

## Пам'ятник Адамові Міцкевичу
У 1898 році шанувальники польської літератури святкували 100-річчя від дня народження поета (1798—1855). Було прийнято рішення прикрасити пам’ятником Міцкевича площу його імені, хоча поет у Станиславові ні разу і не був. У конкурсі проектів пам’ятника переміг скульптор Тадеуш Блотницький. На спорудження пам’ятника було зібрано пожертви у розмірі 3000 ринських. Фігуру поета виготовили з італійського мармуру, його зобразили з книгою в руках у момент натхнення. 
Під час українсько-польської війни 1918—1919 років пам’ятник зазнав пошкоджень, і 1930 року його відновили в бронзі, крім того, трохи пересунули — таким він зберігся до сьогодні.

## Будівлі

### Обласна музична філармонія
Позаду пам’ятника знаходиться  обласна музична філармонія. Однак, будівля спочатку була зведена як театр музичного товариства ім. С. Монюшка. Його збудували у 1891 році на тодішній вул. Більовського (тепер — вул. Л. Курбаса). Конкурс на архітектурний проект театру виграв інженер міської залізниці Юзеф Лапіцький та отримав за це золотий перстень. На той час будівля філармонії виглядала зовсім інакше, ніж зараз. Це можна побачити на старих листівках Станиславова.
З 1939 р. будівля належала музично-драматичному театру ім. І. Франка, який у 1980 одержав нове приміщення на вул. Незалежності.

### Обласна бібліотека для дітей
Колись у теперішньому приміщені обласної дитячої бібліотеки розташовувалося польське гімнастичне (культурно-спортивне ) товариство «Сокіл» (в місті був ще й український у «Просвіті»).

#### Польське товариство «Сокіл»
Польський «Сокіл» з'явився в місті 1884 року, в основі діяльності якої було фізичне та моральне виховання молоді. Була навіть спеціальна «сокільська» гімнастика, вправи якої були настільки вдало продумані і скомбіновані, що більшість із них використовувалися у російських військових училищах, згодом і в радянській та українській арміях. В основному це було фехтування, важка атлетика та гімнастичні вправи.
Станиславівське товариство було досить бідним та деякий час не мало свого окремого приміщення. Не вистачало грошей навіть на проєкт, і тоді комітет звернувся за допомогою до відомих львівських архітекторів, які незабаром надіслали аж 14 варіантів креслень.
Спочатку зупинились на проєкті Вісньовського, але в кінцевому результаті вибрали проєкт Кароля Заремби (краківський архітектор). Долучався до проєктування також і відомий місцевий архітектор — Ян Томаш Кудельський.
Будинок збудували 22 вересня 1895 року. Його прикрасила вежа, яка зробила будівлю схожою на середньовічний замок. На сьогодні зберігся флюгер, який увінчував купол вежі, але не збереглась бетонна фігура орла на фронтоні — символ польської держави.
Через десять років споруду розписав місцевий художник Рубчак. Він виконав фреску на фасаді, — копію картини Яна Гротгера «Битва». На ній зображено епізод польського повстання 1863—1864 років, в якому декілька поляків захищають свій прапор від солдат російської імперії.
Назва закладу — «SOKOL» розтшовувалася над картиною у прямокутній рамці, а трохи нижче,— в нішах знаходилося зображення 24 гербів польських земель.
Власники «Соколу» застрахували будівлю після вибуху, який відбувся 23 вересня 1907 р. на площі Міцкевича внаслідок детонування газу, що просочився з труби у підвалі. На початку ХХ ст. його використовували для освітлення, і час від часу в місті таке траплялося.
19 жовтня 1913 на приміщенні відкрили пам'ятну дошку князю Юзефові Понятовському
У 1927 році споруда постраждала від пожежі. Існує версія, що поляки навмисне підпалили свій «Сокіл», щоб отримати страховку у розмірі 200 000 польських злотих і на виручені кошти розбудувати споруду. Немає достовірних доказів цієї версії, проте у 1929 році «Сокіл» був відбудований і розширений; додатково спорудили приміщення для кінотеатру «Тон», який на той час став першим звуковим у Станиславові. Тепер тут працює кінотеатр «Люм'єр».
З приходом в 1939 році радянської влади «Соколи» (як польські, так і українські) припинили своє існування.

Площа Міцкевича

#### Наші дні
Із серпня 1945 року в цьому приміщенні знаходиться обласна дитяча бібліотека.
У 1977 році скульптор Топоркова та архітектор Попиченко прикрасили фасад бібліотеки барельєфом, де були зображені босоногі мешканці краю із прапором та напис «13 листопада 1905 р. на цій площі відбулась маніфестація трудящих на підтримку першої революції в Росії 1905 р.» Насправді, демонстрація проходила не на підтримку подій в Росії, а на вимогу впровадження восьмигодинного робочого дня.
Художник Ярослав Соколан у 1984 р. розписав стелю вестибюля фресками за мотивами найкращих казок світу. Крім персонажів, також зображені письменники-казкарі — Шарль Перро, Ганс Хрістіан Андерсен, Олександр Пушкін.
На початку 2000-х під час ремонту приміщення відчистили герб Галичини — чорну Галку. Фреску із оборонцями прапора та, можливо, деякі інші герби спробують згодом також відреставрувати.
див. також Люм'єр (кінотеатр, Івано-Франківськ).